# Kama (antilopa)
Kama (znanstveno ime Alcelaphus buselaphus), znana tudi kot kongoni, je afriška antilopa. Je edini član rodu Alcelaphus. Opisanih je osem podvrst, vključno z dvema, ki se včasih štejeta za neodvisni vrsti.
Ker živijo v suhih savanah in gozdnatih traviščih, se po padavinah pogosto preselijo na bolj sušna mesta. Poročali so o njih z višin na Mount Kenya do 4000 m. Kama je bila prej razširjena v Afriki, vendar je populacija doživela drastičen upad zaradi uničenja habitatov, lova, naseljevanja ljudi in tekmovanja z živino za hrano. Vsaka od osmih podvrst kam ima drugačen status ohranjenosti. Svetovna zveza za varstvo narave (IUCN) je leta 1994 razglasila za izumrlo Alcelaphus buselaphus buselaphus. Medtem ko populacija kame v porastu, populacija Alcelaphus buselaphus tora, ki je že kritično ogrožena, upada. Izumrla je v Alžiriji, Egiptu, Lesotu, Libiji, Maroku, Somaliji in Tuniziji; vendar je bil uveden v Esvatini (prej Svazi) in Zimbabve. Zaradi zelo cenjenega mesa je priljubljena divjad.

## Etimologija
Znanstveno ime Alcelaphus buselaphus je sestavljeno iz rodu Alcelaphus, iz grškega ἄλκη (álkē), »los« in ἔλαφος (élaphos) in vrsta buselaphus, iz βοῦς (boûs), "krava" in ἔλαφος.
Drugo ime za kamo je kongoni, beseda v svahiliju. Kongoni se pogosto uporablja za sklicevanje zlasti na eno od njenih podvrst, Alcelaphus buselaphus cokii.
Ljudsko ime morda izvira iz zastarele nizozemske besede hertebeest, dobesedno jelen zver, na podlagi podobnosti antilope z jelenom kot so jo videli zgodnji nizozemski naseljenci. Prva uporaba besede "hartebeest" v južnoafriški literaturi je bila v reviji Daghregister nizozemskega kolonialnega upravitelja Jana van Riebeecka leta 1660. Zapisal je: »Meester Pieter ein hart-beest geschooten hadde (mojster Pieter [van Meerhoff] je ustrelil enega hartebeesta).«

## Taksonomija
Znanstveno ime kame je Alcelaphus buselaphus. Prvič ga je opisal nemški zoolog Peter Simon Pallas leta 1766, uvrščena je v rod Alcelaphus in uvrščen v družino Bovidae. Leta 1979 je paleontologinja Elisabeth Vrba podprla Sigmoceros kot ločen rod za Lichtensteinovo kamo (Alcelaphus buselaphus lichtensteinii), neke vrste kamo, saj je domnevala, da je v sorodu z gnuji (rod Connochaetes). Analizirala je znake lobanj živih in izumrlih vrst antilop, da bi naredila kladogram. Vendar te ugotovitve ni ponovil Alan W. Gentry iz Prirodoslovnega muzeja v Londonu, ki jo je uvrstil med samostojno vrsto Alcelaphusa. Zoologi, kot sta Jonathan Kingdon in Theodor Haltenorth, so menili, da je to podvrsta A. buselaphus. Vrba je po ponovnem premisleku leta 1997 razpustila nov rod. Analiza MtDNA ni mogla najti nobenih dokazov, ki bi podprli ločen rod za Lichtensteinovo kamo. Prav tako je pokazalo, da je pleme Alcelaphini monofiletično, in odkrilo tesno sorodnost med Alcelaphus in sassabies (rod Damaliscus) – tako genetsko kot morfološko.

### Podvrste
Identificiranih je osem podvrst, od tega dve – A. b. caama in A. b. lichtensteinii – veljata za neodvisni vrsti. Vendar pa je genetska študija P. Arctanderja z Univerze v Københavnu in sodelavcev iz leta 1999, ki je vzorčila kontrolno regijo mitohondrijske DNK, pokazala, da sta ti dve tvorili klad znotraj A. buselaphus in da bi prepoznavanje teh kot vrste povzročilo parafilijo (nenaravnost) taksona A. buselaphus. Ista študija je ugotovila, da je A. b. major, ki je najbolj divergentna, saj se je pred razdelitvijo rodu odcepila in dala kombinirano linijo caama/lichtensteinii in drugo, ki je povzročila preostale obstoječe podvrste. Nasprotno pa je filogenetska študija iz leta 2001, ki temelji na analizi D-zanke in citokroma b, ki so jo opravili Øystein Flagstad (z Norveškega inštituta za raziskave narave, Trondheim) in sodelavci, ugotovila, da se je južna linija A. b. caama in A. lichtensteinii najprej razšla. Analiza strukture lobanje podpira razdelitev na tri glavne oddelke: A. b. buselaphus (nominiran, vključno z A. b. major oddelkom), A. b. tora (tudi A. b. cokii in A. b. swaynei) in A. b. lelwel. Druga analiza podatkov zaporedja citokroma b in D-zanke kaže opazno afiniteto med A. b. lelwel in A. b. tora divizije.
Seznam osmih podvrst, vključno z dvema kontroverznima:
- † A. b. buselaphus (Pallas, 1766) : znan tudi kot severna kama. Prej se je pojavljala po severni Afriki, od Maroka do Egipta. Do 1920-ih so jo iztrebili. Svetovna zveza za varstvo narave (IUCN) jo je leta 1994 razglasila za izumrlo.[12][13]
- A. b. caama (Saint-Hilaire, 1803) : znana kot rdeča kama. Prej se je pojavljala v južni Angoli; severne in vzhodne savane Namibije; osrednja, južna in jugozahodna Bocvana; Northern Cape, Eastern Cape, Western Cape, Free State, Northwest in Gauteng province ter zahodni KwaZulu-Natal v Južni Afriki. Trenutno je bila izločen z vseh teh območij, razen iz Severnega rta, osrednje in jugozahodne Bocvane ter Namibije. V teh državah je prišlo do večjih ponovnih uvedb. Populacija je v porastu.[14]
- A. b. cokii (Günther, 1884): Poznana kot kongoni. Domače v Keniji in severni Tanzaniji in omejeno znotraj nje.
- A. b. lelwel (Heuglin, 1877) : Prej v severni in severovzhodni Demokratični republiki Kongo; jugovzhodni in jugozahodni Sudan; in severozahodni skrajni del Tanzanije. Drastično zmanjšanje populacije od 1980-ih je večino posameznikov omejilo na zavarovana območja znotraj in zunaj njenega območja.[15]
- A. b. lichtensteinii (Peters, 1849) : znan kot Lichtensteinova kama. Naseljuje gozdove miombe v vzhodni in južni Afriki. Domača je v Angoli, Demokratični republiki Kongo, Malaviju, Mozambiku, Južni Afriki, Tanzaniji, Zambiji in Zimbabveju.[16]
- A. b. major (Blyth, 1869): Znana kot zahodna kama. Prej se je pogosto pojavljala v Maliju, Nigru, Senegalu, Gambiji, Gvineji Bissau, Gvineji, Slonokoščeni obali, Gani, Nigeriji, jugozahodnem Čadu, Kamerunu, zahodni Srednjeafriški republiki in Beninu. Danes se pojavlja v precej manjšem številu predvsem na zavarovanih območjih teh držav. V Gambiji je verjetno izumrla.
- A. b. swaynei (Sclater, 1892) : omejen na južno riftno dolino v Etiopiji. Prej se je pojavljala po vsej dolini, njen obseg pa se je razširil proti vzhodu do severozahodne Somalije. Iz Somalije je izginila do leta 1930. Njena populacija je zelo nizka in upada.[17]
- A. b. tora (Gray, 1873) : Prej se je pojavljala v severozahodni Etiopiji ter zahodni in jugozahodni Eritreji. Njen trenutni status je nejasen, čeprav domačini poročajo o majhnem številu s teh območij.

- A. b. buselaphus
- A. b. caama
- A. b. cokii
- A. b. lichtensteinii
- A. b. swaynei

## Evolucija
Rod Alcelaphus se je pojavil pred približno 4,4 milijona let v kladu, katere drugi člani so bili Damalops, Numidocapra, Rabaticeras, Megalotragus, Oreonagor in Connochaetes. Analiza z uporabo filogeografskih vzorcev v populacijah kame je pokazala na možen izvor Alcelaphusa v vzhodni Afriki. Alcelaphus se je hitro razširil po afriških savanah in nadomestil več prejšnjih oblik (kot je sorodnik hirola ali Hunterjeva kama (Beatragus hunteri)). Flagstad in sodelavci so pred približno 0,5 milijona let pokazali zgodnjo razdelitev populacij kam na dve ločeni liniji – eno severno in drugo južno od ekvatorja. Severna linija se je pred skoraj 0,4 milijona let nadalje razšla v vzhodne in zahodne linije, najverjetneje kot posledica širjenja deževnega pasu in kasnejšega krčenja habitatov savan v obdobju globalnega segrevanja. Vzhodna rodovina je povzročila A. b. cokii, A. b. swaynei, A. b. tora in A. b. lelwel; iz zahodne linije sta se razvila A. b. buselaphus l in A. b. major. Južna rodovina je povzročila A. b. lichtensteinii in A. b. caama. Ta dva taksona sta si filogenetsko blizu, saj sta se razšla pred le 0,2 milijona let. Študija je prišla do zaključka, da so ti glavni dogodki skozi evolucijo kame močno povezani s podnebnimi dejavniki in da je prišlo do zaporednih izbruhov sevanja iz trajnejše populacije – refugija – v vzhodni Afriki; to bi lahko bilo ključnega pomena za razumevanje evolucijske zgodovine ne samo kame, ampak tudi drugih sesalcev afriške savane.
Najstarejši fosilni zapis sega pred skoraj 0,7 milijona let. Fosile rdeče kame so našli v Elandsfonteinu, Cornelia (Free State)) in Florisbadu v Južni Afriki ter v Kabweju v Zambiji. V Izraelu so posmrtne ostanke kame našli v severnem Negevu, Shephelah, Sharon Plain in Tel Lachish. Ta populacija kame je bila prvotno omejena na odprto deželo najjužnejših regij južnega Levanta. Verjetno so jo lovili v Egiptu, kar je vplivalo na številčnost v Levantu in jo odklopilo od njene glavne populacije v Afriki. 

## Opis
Velika antilopa s posebno podolgovatim čelom in nenavadno oblikovanimi rogovi, kama je visoka nekaj več kot 1 m na rami in ima tipično dolžino glave in telesa od 200 do 250 cm. Teža se giblje od 100 do 200 kg. Rep, dolg od 40 do 60 cm, se konča s črnim čopom. Druge značilnosti kame so dolge noge (pogosto s črnimi oznakami), kratek vrat in koničasta ušesa. Študija je povezala velikost vrste kame s produktivnostjo habitata in količino padavin. Zahodna kama je največja podvrsta in ima značilno belo črto med očmi. Rdeča kama je tudi velika, s črnim čelom in kontrastnim svetlim pasom med očmi. Velika Alcelaphus buselaphus lelwel ima temne črte na sprednji strani nog. Alcelaphus buselaphus cokii je zmerno velika, s krajšim čelom in daljšim repom v primerjavi z drugimi podvrstami. Lichtensteinova kama je manjša, s temnimi črtami na sprednji strani nog, kot pri A. b. Lelwel. Swaynejeva kama je manjša od A. b. tora, vendar imata obe krajše čelo in podoben videz.
Dlaka je na splošno kratka in sijoča, barva pa se razlikuje glede na podvrste. Telesna dlaka kame je s fino teksturo dolga približno 25 mm. Kama ima preorbitalne žleze (žleze v bližini oči) z osrednjim kanalom, ki izločajo temno lepljivo tekočino ali brezbarvno tekočino odvisno od vrste. 
Oba spola vseh podvrst imata rogove, pri samicah pa so bolj vitki. Rogovi lahko dosežejo dolžino 45–70 cm; največja dolžina roga je 74,9 cm je bila zabeležena pri namibijski rdeči kami. Tudi rogovi se od vrste do vrste nekoliko razlikujejo.
Razen dolgega obraza, velikih prsi in ostro nagnjenega hrbta ločijo kame od drugih antilop. Kama ima s topiji (rod Damaliscus) več fizičnih lastnosti, kot so podolgovat in ozek obraz, oblika rogov, tekstura in barva dlake ter končni šop repa. Črnorepi gnu ima bolj specializirane značilnosti lobanje in rogov kot kama. Kama izkazuje spolni dimorfizem, vendar le rahlo, saj imata oba spola rogove in podobno telesno maso. Stopnja spolnega dimorfizma se razlikuje glede na podvrsto. Samci so težji od samic. V eni študiji je bil najvišji dimorfizem ugotovljen pri masi lobanje. Druga študija je ugotovila, da je dolžina paritvene sezone dober napovedovalec dimorfizma v pedikulu (kostne strukture, iz katerih rastejo rogovi), višini in teži lobanje ter najboljši napovedovalec obsega rogov.

## Ekologija in vedenje
Aktivna predvsem podnevi, se kama pase zgodaj zjutraj in pozno popoldne, okoli poldneva pa počiva v senci. Društvena vrsta tvori črede do 300 posameznikov. Večje število se zbere na mestih z obilno travo. Leta 1963 je bila na ravnicah blizu kotanje Sekoma v Bocvani zabeležena skupnost 10.000 živali. Vendar pa črede, ki se premikajo, niso tako povezane in se pogosto razpršijo. Člane črede lahko razdelimo v štiri skupine: teritorialne odrasle samce, neteritorialne odrasle samce, mlade samce in samice z mladiči. Samice tvorijo skupine od pet do 12 živali, v skupini pa so štiri generacije mladih. Samice se borijo za prevlado nad čredo. Boji med samci in samicami so pogost. Pri treh ali štirih letih lahko samci poskušajo prevzeti ozemlje in samice. Prebivajoči samec brani svoje ozemlje in se bo boril, če bo izzvan. Samec označuje mejo svojega ozemlja z iztrebljanjem.
Kame so izjemno budne in previdne živali z visoko razvitimi možgani. Na splošno so mirne narave in so lahko divje, ko so izzvane. Med hranjenjem en posameznik pazi na nevarnost, pogosto stoji na termitnjaku, da vidi dlje. V času nevarnosti celotna čreda pobegne v enem samem nizu, potem ko posameznik nenadoma začne. Odrasle kame plenijo levi, leopardi, hijene in hijenski psi; gepardi in šakali ciljajo na mladiče. Krokodili lahko plenijo tudi kame.
Tanke dolge noge kami omogočajo hiter pobeg v odprt življenjski prostor; če so napadene, se mogočni rogovi uporabljajo za odganjanje plenilca. Dvignjena lega oči omogoča kami, da neprekinjeno pregleduje okolico tudi med pašo. Gobec se je razvil tako, da lahko tudi iz skromne prehrane pridobi največ. Roge uporabljajo tudi v bojih med samci za prevlado v paritveni sezoni; trk rogov je dovolj glasen, da ga je mogoče slišati na stotine metrov daleč. Začetek boja je označen z nizom gibov glave in drže ter odlaganjem iztrebkov na kupe gnoja. Nasprotnika se spustita na kolena in se po udarcu, podobnem kladivu, začneta boriti, pri čemer se jima rogovi prepletajo. Eden poskuša potisniti glavo drugemu na eno stran, da bi z rogovi zabodel vrat in ramena. Pretepi so redko resni, vendar so lahko usodni.
Tako kot topi tudi kama oddaja tiho kvakanje in godrnjanje. Mladoletniki so po navadi bolj glasni kot odrasli in oddajajo kvakanje, ko so zaskrbljeni ali zasledovani. Kama uporablja iztrebljanje kot vohalni in vizualni prikaz. Črede so na splošno mirujoče in se nagibajo k selitvi le v neugodnih razmerah, kot so naravne nesreče. Kama je najmanj selitvena v rodu Alcelaphini (v katerega sodijo tudi gnuji in topiji), poleg tega pa porabi najmanj vode in ima najnižjo stopnjo presnove med njimi.

### Paraziti in bolezni
Iz kame je bilo izoliranih več parazitov. Ti zajedavci se redno izmenjujejo med kamo in gazelami ali gnuji. Kama se lahko okuži s teileriozo zaradi vrst Rhipicephalus evertsi in Theileria. Južno od Sahare so pogosti zajedavci Loewioestrus variolosus, Gedoelstia cristata in G. hassleri. Zadnji dve vrsti lahko povzročita resne bolezni, kot je encefalitis. Vendar paraziti niso vedno škodljivi – 252 ličink je bilo najdenih v glavi enega zambijskega posameznika brez kakršne koli patogenosti. Gliste, trakulje, paramfistomi in glista Setaria labiatopapillosa so bili tudi izolirani. Leta 1931 je bila kama v Gobabisu (jugozahodna Afrika) okužena z dolgimi, tankimi črvi. Te so poimenovali Longistrongylus meyeri po njihovem zbiralcu T. Meyerju.

### Prehrana
Kame so predvsem pašne živali, njihova prehrana pa je večinoma sestavljena iz trav. Študija na posestvu Nazinga Game Ranch v Burkina Fasu je pokazala, da je struktura lobanje olajšala pridobivanje in žvečenje hrane z visoko vsebnostjo vlaken. Kama ima veliko nižji vnos hrane kot drugi člani Alcelaphini. Dolg tanek gobec pomaga pri hranjenju z listnimi ploščami kratkih trav in grizljanju listnih ovojnic s travnih stebel. Poleg tega lahko pridobi hranljivo hrano tudi iz visokih senilnih trav. Te prilagoditve omogočajo živali, da se dobro prehranjuje tudi v sušnem obdobju, ki je običajno težko obdobje. Te edinstvene sposobnosti bi lahko omogočile, da je kama prevladala nad drugimi živalmi pred milijoni let, kar je vodilo do njene uspešne širitve v Afriki.
Trave na splošno predstavljajo vsaj 80 odstotkov prehrane kame, vendar predstavljajo več kot 95 odstotkov njihove hrane v vlažni sezoni, od oktobra do maja. Jasminum kerstingii je del prehrane na začetku deževne sezone. Med letnimi časi se prehranjujejo predvsem s stebli trav. Na območjih z malo vode lahko preživi z melonami, koreninami in gomolji.
V študiji selektivnosti trave med gnujem, zebro in kamo je najvišjo selektivnost pokazal gnu. Vse živali so imele najraje Themeda triandra pred Pennisetum mezianum in Digitaria macroblephara. Več travnih vrst je bilo zaužitih v sušni dobi kot v deževni.

### Razmnoževanje
Parjenje pri kamah poteka skozi vse leto z enim ali dvema vrhoma, na katerega lahko vpliva razpoložljivost hrane. Tako samci kot samice dosežejo spolno zrelost pri enem do dveh letih. Razmnoževanje se razlikuje glede na podvrsto in lokalne dejavnike. Parjenje poteka na območjih, ki jih brani en samec, večinoma na odprtih območjih. Samci se lahko hudo borijo za prevlado, nato pa dominantni samec zavoha samičine genitalije in ji sledi, če je v estrusu. Včasih samica v estrusu rahlo iztegne rep, da nakaže svojo dovzetnost. Sčasoma obstane in dovoli samcu, da se vzpne. Kopulacija je kratka in se pogosto ponavlja, včasih dvakrat ali večkrat v minuti. Vsakega vsiljivca v tem času preženejo. V velikih čredah se samice pogosto parijo z več samci.
Brejost je dolga od osem do devet mesecev, po kateri se rodi samo en mladič, ki tehta približno 9 kg. Porodi običajno dosežejo vrhunec v sušnem obdobju in potekajo v goščavah – za razliko od gnujev, ki kotijo v skupinah na ravnicah. Čeprav se teleta lahko sama premikajo kmalu po rojstvu, običajno ležijo na prostem v neposredni bližini svojih mater. Tele se odstavi pri štirih mesecih, vendar mladi samci ostanejo pri materi dve leti in pol, dlje kot pri drugih alcelaphini. Pogosto je umrljivost mladičev samcev visoka, saj se morajo soočiti z agresijo teritorialnih odraslih samcev in so tudi prikrajšani za dobro krmo. Življenjska doba je od 12 do 15 let.